# ヴィルヘルム・シェップマン

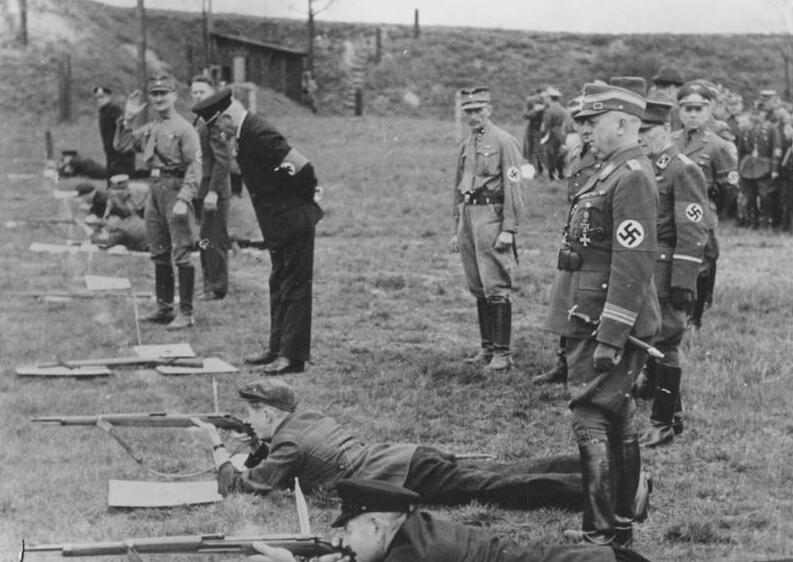
国民突撃隊の射撃訓練を視察するシェップマン
(手前右に立っている制服姿の人物)

ヴィルヘルム・シェップマン（Wilhelm Schepmann、1894年6月17日 - 1970年7月26日）は、ドイツの軍人、政治家。国家社会主義ドイツ労働者党の突撃隊（SA）幕僚長。陸軍の最終階級は予備役中尉。

## 経歴
ノルトライン＝ヴェストファーレン州のハッティンゲン出身。
1922年に国家社会主義ドイツ労働者党（ナチ党/ナチス）に入党。ヴィクトール・ルッツェとともにルール地方の突撃隊の組織化にあたったのち、ハッティンゲンの突撃隊の指導者となった。
1930年にはナチス党のプロイセン州議会議員に当選、さらに1933年には国会（ライヒスターク）議員となった。
長いナイフの夜事件で幕僚長エルンスト・レームら突撃隊幹部が粛清されたのち、ザクセン州の突撃隊指導者となった。
レームを継いで突撃隊幕僚長となっていたヴィクトール・ルッツェが1943年に事故死すると、代わって突撃隊幕僚長となった。突撃隊の評価と尊厳の回復に努める一方、親衛隊（SS）との協力関係を深めた。彼は戦時中「私は武装親衛隊を国防軍と同様に支援する。武装親衛隊は英雄的である。」と述べた。国防軍や武装親衛隊の部隊が突撃隊に由来する部隊名を使うよう尽力し、装甲軍団「フェルトヘルンハレ」や、突撃隊の英雄ホルスト・ヴェッセルの名前を使った部隊が設立された。
戦後、イギリスの情報部に発見されて逮捕されたが、裁判で無罪となった。
1952年に故郷被追放者・権利被剥奪者ブロック（de:Gesamtdeutscher Block/Bund der Heimatvertriebenen und Entrechteten、GB-BHE）から西ドイツニーダーザクセン州の州議会選挙で当選し、その後市長を歴任したものの、元ナチスの経歴が災いして1961年に公職から退いた。
| 軍職                        | 軍職                   | 軍職      |
| --------------------------- | ---------------------- | --------- |
| 先代 ヴィクトール・ルッツェ | 突撃隊幕僚長 1943–1945 | 次代 解散 |